# 居间玉黍螺
居间玉黍螺（学名：Littoraria intermedia），是中腹足目玉黍螺科玉黍螺属的一种。主要分布于韩国、台湾，常栖息在红树林上。
其种加词“intermedia”意为“中间的”。